# Drei Guineen
Drei Guineen (Three Guineas) ist ein umfangreicher feministischer Essay von Virginia Woolf, der im Juni 1938 zehn Jahre nach ihrem erfolgreichen Werk Ein Zimmer für sich allein (A Room of One’s Own) veröffentlicht wurde und die noch offenen Themen behandeln sollte.

## Der Essay
Der Essay gründet auf Woolfs Antworten auf eine Reihe von Briefen. Das-Frage-und-Antwort-Format bildet einen Dialog über politisch motivierte Aussagen verschiedener Themenkomplexe:
- Wie kann ein Krieg vermieden werden?
- Wie kann die Berufstätigkeit der Frau gefördert werden?
- Wie kann die Ausbildung der Frau gefördert werden?

Ursprünglich sollte der Titel des Essays On Being Despised (Wenn man verachtet wird) lauten. Anlass zu dieser Titelformulierung war drei Jahre früher die Ablehnung der London Library, Virginia Woolf in den Verwaltungsrat zu berufen. Sie erfuhr von Edward Morgan Forster, einem Bloomsbury-Freund, dass Frauen dort unerwünscht seien.
Der Text von Drei Guineen ist im Ausdruck gröber und schärfer als ihr früherer Essay über die Frauenfrage. Ihre Freunde und auch Leonard Woolf waren nicht angetan von ihrem Werk, da sie die von Woolf sonst angewendete feine Ironie vermissten. Über die Ausbeutung der Arbeiterinnen in den Munitionsfabriken, die Verweigerung sinnvoller Ausbildung der Frauen und die Fremdbestimmung durch den Mann spannt sie den Bogen. Woolf behauptet, dass die Wurzel des Faschismus im Patriarchat, der Vorherrschaft des Mannes, liege und man im Kleinen beginnen müsse, ihn in seiner Keimzelle zu treffen. Der Krieg sei nicht durch den Gehorsam der Frau zu verhindern, sondern „indem wir neue Worte finden und neue Methoden ersinnen.“ Die Frauen sollen solidarisch und vereint neben der Männergesellschaft am gleichen Ziel mitarbeiten. Der deutsche Faschismus, der Nationalsozialismus, betraf Virginia Woolf besonders, da ihr Mann Leonard Jude und Sozialist war.